# Huntington Willard
Huntington Willard  (n. 1953 ) es un profesor de biología en la Universidad de Duke en Estados Unidos.  
Es director del Institute for Genome Sciences and Policy (IGSP) de dicha universidad. Actualmente su investigación se centra en la desactivación del cromosoma X en los humanos, aunque su carrera ha permitido publicar una gran cantidad de libros con sus descubrimientos sobre el genoma humano.